# Marco Antonio Rodríguez
Marco Antonio Rodríguez Moreno (Ciudad de México, 10 de noviembre de 1973), también conocido como Chiquimarco, es un exárbitro de fútbol mexicano internacional que logró llegar a las Copas Mundiales de fútbol 2006, 2010 y 2014. Tras 19 años de carrera de arbitraje profesional en la primera división del fútbol mexicano, anunció su retiro el 16 de julio de 2014.

## Biografía
Se inició como árbitro en la ciudad de Tepic, Nayarit perteneciendo y tomando cursos de reglamento en el ahora Colegio para árbitros de Fútbol del Estado de Nayarit A. C. a la edad de 19 años y practicando en el Estadio de Fútbol (NAO) Nicolás Álvarez Ortega y en el Paseo de la Loma en la Ciudad de Tepic, Nayarit. Más tarde viajó al centro del país para estudiar la carrera de Licenciatura en Educación Física, donde conoció a su futura esposa.
Debutó en primera división donde fue ganando reconocimiento hasta posicionarse como uno de los mejores árbitros de la primera división. Por mucho tiempo se le conoció bajo el apodo de Chiquidrácula por su parecido físico con un personaje de la serie de los años 80 llamada Chiquilladas. Sin embargo, tras su conversión al cristianismo, pidió que se le dejara de llamar de dicha forma, por lo cual se le comenzó a llamar Chiquimarco.
Ejerció como árbitro internacional desde 2000, habiendo participado en la Copa Mundial de Fútbol Sub-17 de 2003, la Copa América 2004, la Copa Mundial de Fútbol Sub-17 de 2005, la Copa de Oro de la CONCACAF 2005, la Copa Mundial de Fútbol de 2006, la Copa Mundial de Fútbol de 2010 y la Copa Mundial de Fútbol de 2014. 
Además ha dirigido partidos en la Copa Libertadores y en la Concacaf Liga Campeones, donde en el 2009 dirigió la final de ida entre Cruz Azul y Atlante. En el torneo local ha dirigido 7 finales de Primera División de México, 3 partidos de ida y 4 de vuelta. En la última final que dirigió (en el Torneo de Apertura 2011) se convirtió en el primer árbitro del mundo en mostrar dos cartones amarillos al mismo tiempo. Fue suspendido por 5 partidos por este incidente. Regreso en la jornada 6 del torneo Clausura 2012 con el duelo Pumas vs Puebla. 
Arbitró partidos en la Copa Mundial de la FIFA 2014 juntó a dos Árbitros Asistentes los cuales representaron a la CONCACAF. Entre los partidos más destacados arbitró el Italia-Uruguay en el que el delantero uruguayo Luis Suárez mordió en el hombro al defensa italiano Chiellini (y fue posteriormente sancionado varios meses sin poder jugar). Más tarde fue el árbitro elegido para el recordado Mineirazo del mundial de Brasil 2014, la histórica goleada de Alemania a Brasil de 7-1, que se convertiría en el último partido que pitó como profesional. El 14 de julio anunció su retiro del arbitraje profesional.

## Como entrenador
En agosto de 2019 fue nombrado entrenador del Salamanca UDS en la Segunda División B de España. Tan solo tres días después de su llegada, el técnico es destituido por el club salmantino sin llegar a debutar.

## Guerreros México
En 2021 fue elegido por el programa de Reality de Televisa, Guerreros México en su segunda temporada para ser su juez de concursos y hacer que todo en las pistas se realizara de la mejor manera y limpia posible.

## Controversias
El 11 de julio de 2023 Marco Antonio Rodríguez fue vinculado a proceso por presunta violencia intrafamiliar.